# Camino de los Pilones
El Camino de los Pilones es un camino histórico de herradura que cruza el este de la provincia de Teruel hacia Levante (España), que fue declarado bien de interés cultural (en la categoría de conjunto histórico), en el año 2008.

## Contexto
En las comarcas de la Comunidad de Teruel y del Maestrazgo, situadas en el centro-oeste de la provincia de Teruel, hay numerosos vestigios de un antiguo Camino Real que discurría por estas tierras en dirección a las poblaciones del Levante. Se le conoce como Camino de los Pilones y todavía quedan varios de sus tramos, siendo el ubicado entre Allepuz y Villarroya de los Pinares el más largo y mejor conservado. 

## Historia

### Un Camino Real
Si bien no se conoce con exactitud la antigüedad del Camino de los Pilones, algunas fuentes apuntan a que el rey Jaime I recorrió esta ruta a su paso por Villarroya de los Pinares, ya que dos de sus viajes  en 1233, con motivo de la toma de Morella y de la conquista del castillo de Peñíscola, están narrados en la Crónica o Llibre dels Feits, sobre la vida del monarca y la conquista de Mallorca y Valencia.

### Origen del camino
La producción de trigo, aceite o lana formaba parte del sector más importante de la economía aragonesa en la Baja Edad Media: el agropecuario. Los caminos se convirtieron en la vía de salida de este tipo de materias primas, generando rutas comerciales hacia lo que hoy son las provincias de Castellón y Valencia. Además, este itinerario estaba ligado a la trashumancia, ya que los pastores y ganado se desplazaban a lugares más cálidos y con abundancia de pastos. 

### El auge del comercio de la lana y la industria textil
Cada vez más relevante, la lana producida en el Reino de Aragón se exportaba a otros países como Italia, Francia o Países Bajos. Además, surgió una industria textil asociada a la lana en las tierras hospitalarias, que floreció y permitió un importante desarrollo económico y demográfico en la zona del Maestrazgo (o las Tres Bailías), que comenzó un cierto declive a mediados del siglo XVI, aunque se mantuvo hasta el siglo XVIII en Cantavieja, Mirambel, Aliaga, Villarroya de los Pinares. En esta última, destacaban dos gremios: el de los pelaires y de los tejedores.

## Descripción

### Los pilones, hitos en el camino
Los vestigios materiales más relevantes de este camino de herradura son unos hitos verticales o pilones que delimitan los laterales del camino y se sitúan cada 30-50 metros, para que sea posible ver el anterior y el siguiente en condiciones meteorológicas adversas. Fueron construidos con mampuestos de piedra caliza tomados con mortero de cal y arena y, en algunos pilones, todavía se conservan restos de revestimientos.  
Los pilones tienen una altura media que ronda los 2,50 metros y un volumen cilíndrico con tres partes diferenciadas:   
- Basamento hasta una altura de unos 0,60 metros.
- Fuste de 1,50 metros de altura, con un diámetro ligeramente menor.
- Terminación o remate de unos 40 centímetros de altura y un diámetro algo mayor que el del fuste.

### Tramos conservados

#### Tramo entre Corbalán y El Pobo
Desde Corbalán hacia El Pobo por el camino de Escriche y continuando, después, ladera arriba, se llega a una loma desde la cual se aprecian restos de basamentos de pilones o de vegetación que creció en su lugar, principalmente enebros. Desde la loma, se aprecian varios peirones incompletos y se continúa hacia el puerto del Cabigordo.
Junto a la carretera en dirección a Cedrillas, encontramos dos pilones completos y vestigios de muchos otros, en una alineación casi perfecta hacia El Pobo. Este tramo se señalizó y los restos de los pilones se consolidaron para frenar su deterioro.

#### Tramo entre Allepuz y Villarroya de los Pinares[1]
Discurre a lo largo de unos 6 kilómetros y cuenta con 113 pilones, en distinto grado de conservación. 
El camino comienza en el peirón de San Cristóbal, situado en una zona elevada a las afueras de Allepuz, y donde ya es posible contemplar una seriación de pilones en el paisaje árido, que discurren hacia varias masadas y una zona de pinares repoblada a finales del siglo XX (lo cual pudo suponer la eliminación de vestigios del camino) hasta la majada del Rayao.
Este punto es el más singular de toda la ruta, ya que desde aquí puede contemplarse una línea ascendente y zigzagueante de pilones con vistas a la Sierra de la Lastra. A continuación, se llega al último pilón conservado de este trozo del antiguo camino, ubicado en la serrería del Tosco, que fue un molino señorial de la Orden del Hospital de Villarroya.
A partir de este punto, a falta de hitos, se sigue junto al río Agua Blanca y se llega a Villarroya de los Pinares por la calle de las eras.

#### Otros vestigios

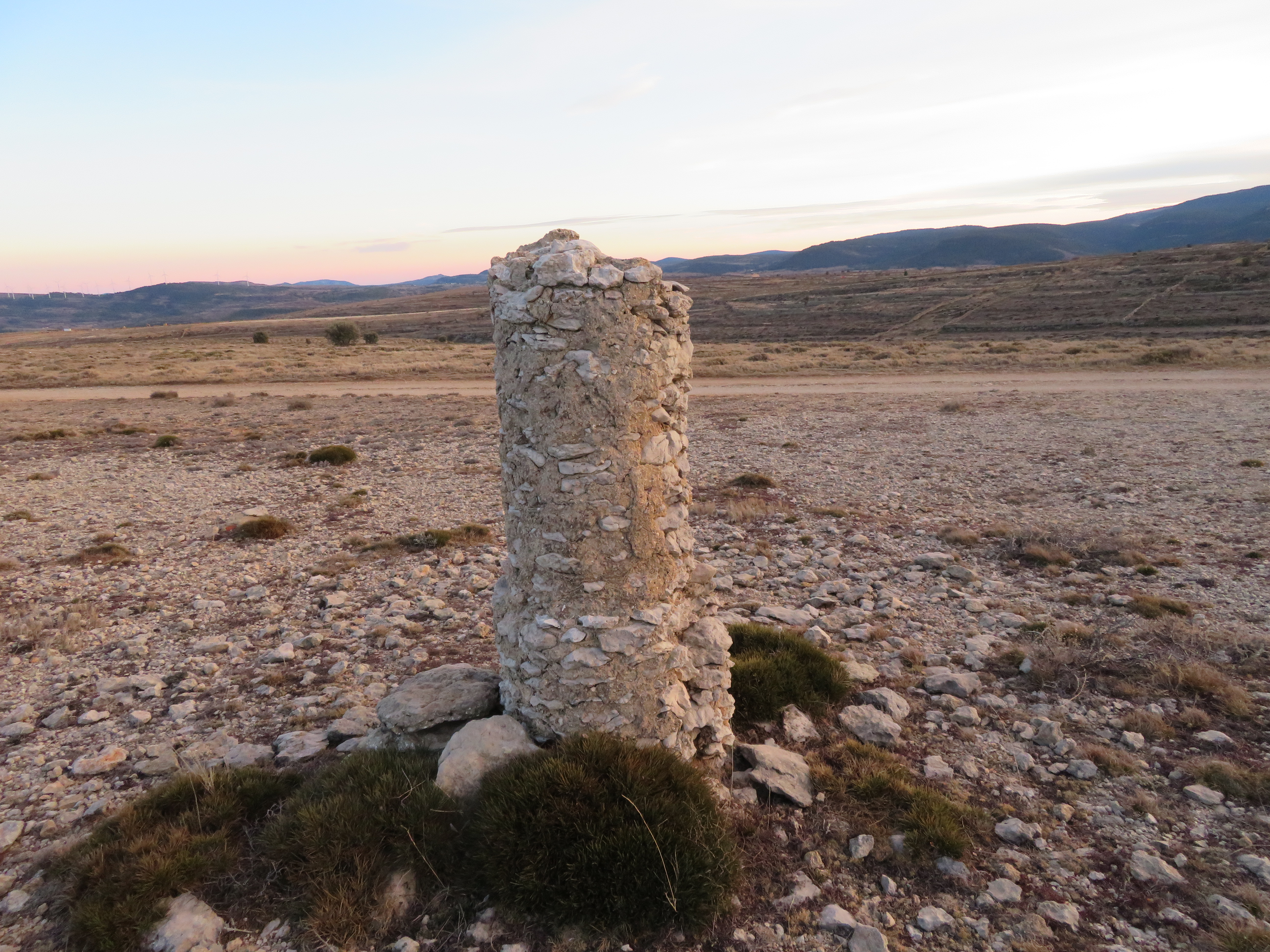
El Camino de los Pilones, hitos de un camino histórico de herradura entre la Iglesuela del Cid y Portell de Morella.

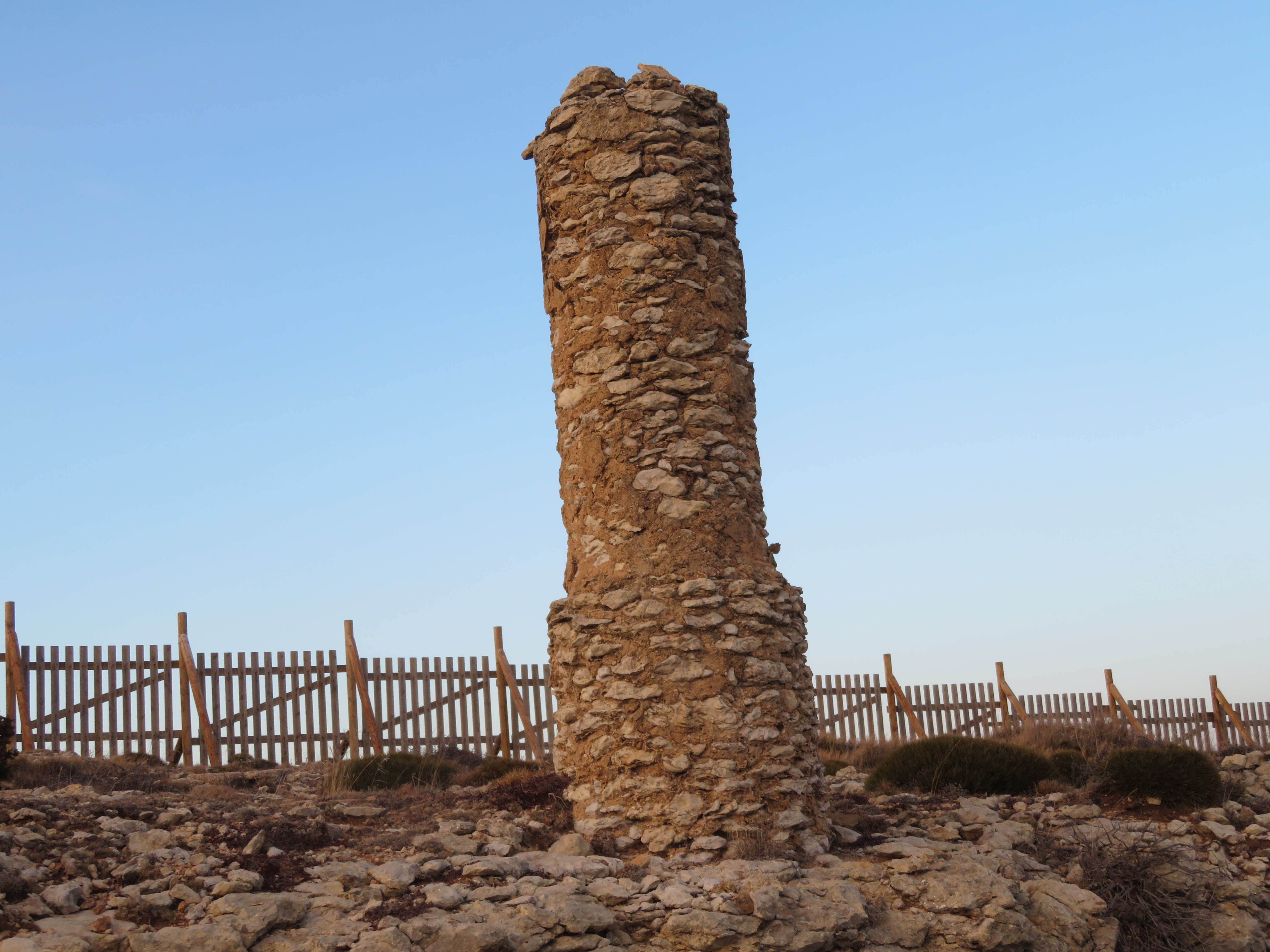
El Camino de los Pilones, hitos de un camino histórico de herradura entre la Iglesuela del Cid y Portell de Morella.

Se han documentado restos de pilones en otras zonas de las provincias de Teruel y Castellón, como en la Partida de la Nave o la loma del Pinar entre los municipios de Fortanete y La Iglesuela del Cid, y en el Puerto de Las Cabrillas entre esta última y Portell de Morella. Por último, se han localizado restos en el área de Valdelinares.

## Grado de protección y delimitación del BIC
Desde 2008, el tramo entre Allepuz y Villarroya de los Pinares está protegido como bien de interés cultural en la categoría de conjunto histórico, por tratarse de un «un magnífico ejemplo de las comunicaciones y el intercambio entre poblaciones tal como han venido originándose y sucediendo a lo largo de la historia.»

### Coordenadas de los pilones[1]
| Puntos | Coordenadas X | Coordenadas Y |
| 1      | 696846,64     | 4488044,63    |
| 2      | 696673,2      | 4488147,16    |
| 3      | 696637,75     | 4488128,11    |
| 4      | 696614,78     | 4488125,01    |
| 5      | 696600,71     | 4488163,04    |
| 6      | 696579,78     | 4488146,01    |
| 7      | 696569,49     | 4488160,39    |
| 8      | 696544,62     | 4488140,81    |
| 9      | 696531,78     | 4488149,01    |
| 10     | 696502,28     | 4488125,46    |
| 11     | 696475,83     | 4488102,71    |
| 12     | 696441,96     | 4488080,49    |
| 13     | 696413,23     | 4488050,51    |
| 14     | 696382,67     | 4488030,72    |
| 15     | 696355,17     | 4488007,46    |
| 16     | 696330,3      | 4487981       |
| 17     | 696301,53     | 4487967,99    |
| 18     | 696267,33     | 4487973,06    |
| 19     | 696232,41     | 4487960,36    |
| 20     | 696198,58     | 4487946,86    |
| 21     | 696165,73     | 4487934,43    |
| 22     | 696133,81     | 4487925,04    |
| 23     | 696098,53     | 4487914,33    |
| 24     | 696066,25     | 4487904,8     |
| 25     | 696034,5      | 4487910,62    |
| 26     | 696002,22     | 4487918,56    |
| 27     | 695971        | 4487926,5     |
| 28     | 695936,17     | 4487932,86    |
| 29     | 695904,43     | 4487937,24    |
| 30     | 695869,26     | 4487952,31    |
| 31     | 695832,44     | 4487967,99    |
| 32     | 695814,78     | 4487975,01    |
| 33     | 695797,78     | 4487984,01    |
| 34     | 695762,16     | 4487995,24    |
| 35     | 695726,59     | 4488007,28    |
| 36     | 695692,78     | 4488015,01    |
| 37     | 695649,98     | 4488020,42    |
| 38     | 695613,86     | 4488026,98    |
| 39     | 695579,39     | 4488022,61    |
| 40     | 695542,66     | 4488025,95    |
| 41     | 695506,61     | 4488024,25    |
| 42     | 695467,66     | 4488021,86    |
| 43     | 695427,78     | 4488008,01    |
| 44     | 695387,89     | 4487995,27    |
| 45     | 695349,02     | 4487982,31    |
| 46     | 695310,16     | 4487967,99    |
| 47     | 695269,93     | 4487953,68    |
| 48     | 695239,25     | 4487934,59    |
| 49     | 695208,57     | 4487917,54    |
| 50     | 695073,78     | 4487804,01    |
| 51     | 695005        | 4487757       |
| 52     | 694982        | 4487736       |
| 53     | 694958        | 4487718       |
| 54     | 694892,88     | 4487665,95    |
| 55     | 694869,02     | 4487646,85    |
| 56     | 694840,38     | 4487618,9     |
| 57     | 694808,33     | 4487590,26    |
| 58     | 694775,61     | 4487571,17    |
| 59     | 694745,78     | 4487554,01    |
| 60     | 694712,78     | 4487537,01    |
| 61     | 694681,73     | 4487524,69    |
| 62     | 694655,6      | 4487513,9     |
| 63     | 694629,01     | 4487503,67    |
| 64     | 694601,06     | 4487491,4     |
| 65     | 694575,15     | 4487470,94    |
| 66     | 694549,92     | 4487452,53    |
| 67     | 694524,01     | 4487432,08    |
| 68     | 694498,78     | 4487412,31    |
| 69     | 694478,33     | 4487393,21    |
| 70     | 694454,46     | 4487372,76    |
| 71     | 694433,33     | 4487352,3     |
| 72     | 694408,78     | 4487369,35    |
| 73     | 694331,78     | 4487234,01    |
| 74     | 694218,47     | 4487074,29    |
| 75     | 694164,01     | 4487012,75    |
| 76     | 694136,05     | 4486987,53    |
| 77     | 694119,69     | 4486917,3     |
| 78     | 694057,64     | 4486872,98    |
| 79     | 694020,14     | 4486849,8     |
| 80     | 693983,32     | 4486825,25    |
| 81     | 693946,78     | 4486801,01    |
| 82     | 693911,05     | 4486777,52    |
| 83     | 693899,46     | 4486738,66    |
| 84     | 693886,5      | 4486699,11    |
| 85     | 693868,09     | 4486658,89    |
| 86     | 693819,68     | 4486586,75    |
| 87     | 693789        | 4486555,39    |
| 88     | 693759        | 4486524,7     |
| 89     | 693657,41     | 4486440,84    |
| 90     | 693587,86     | 4486384,93    |
| 91     | 693531,78     | 4486268,01    |
| 92     | 693482,18     | 4486200,15    |
| 93     | 693461,78     | 4486163,01    |
| 94     | 693439,78     | 4486128,01    |
| 95     | 693422,18     | 4486095,15    |
| 96     | 693367,63     | 4485990,49    |
| 97     | 693336,95     | 4485925,72    |
| 98     | 693210,13     | 4485826,17    |
| 99     | 693184,78     | 4485799,01    |
| 100    | 693159,78     | 4485771,01    |
| 101    | 693134,78     | 4485743,01    |
| 102    | 693074,78     | 4485701,01    |
| 103    | 693044,78     | 4485680,01    |
| 104    | 693017,85     | 4485653,67    |
| 105    | 692991,95     | 4485627,08    |
| 106    | 692966,04     | 4485599,8     |
| 107    | 692945,78     | 4485569,01    |
| 108    | 692925,81     | 4485539,12    |
| 109    | 692916,26     | 4485503,67    |
| 110    | 692903,31     | 4485475,03    |
| 111    | 692887,63     | 4485440,26    |
| 112    | 692869,78     | 4485399,01    |
| 113    | 692841,08     | 4485370,49    |

NOTA: La numeración de los pilones es ascendente en el sentido desde Villarroya hacia Allepuz.

### Coordenadas del peirón de San Cristóbal (Allepuz)[1]
| 114 | 692817,28 | 4485346,45 |